# Johanna Murillo
Johanna Murillo (Pachuca de Soto, Hidalgo, 1982) es una actriz mexicana de cine, teatro y televisión, conocida por la serie de televisión Soy tu fan, Narcos: México y La Liberación, las películas Las niñas bien y La dictadura perfecta, y las obras de teatro Tennessee en 3 Tiempos, No sé si cortarme las venas o dejármelas largas y La casa de los espíritus.

## Trayectoria
Murillo estudió la licenciatura en Ciencias de la Comunicación en Ciudad de México, a donde se mudó a los 18 años. Al terminar, estudió actuación en Nueva York. En 2010, tras su participación en la telenovela Corazón partido y varias obras de teatro, obtuvo un rol en la serie Soy tu fan, la cual le abrió las puertas a más proyectos.
Durante la producción de la película de Alejandra Márquez Abella, Las Niñas Bien, la directora y las actrices Ilse Salas, Murillo y Cassandra Ciangherotti discutieron sobre feminismo y el estallido del movimiento Me Too, pláticas que resultarían en la serie de televisión La Liberación. Las actrices principales también trabajaron como productoras ejecutivas y participaron activamente en la creación de sus personajes.

## Filmografía
| Año  | Título                      | Rol                     | Notas        |
| ---- | --------------------------- | ----------------------- | ------------ |
| 2025 | Déjame estar contigo        | Carmen                  | [ 7 ]        |
| 2023 | Amores incompletos          | Guadalupe               |              |
| 2022 | Soy tu fan                  | Fernanda de la Peza     |              |
| 2021 | Tere                        | Mamá                    | Cortometraje |
| 2019 | Marioneta                   | Actriz de telenovela    |              |
| 2018 | Las niñas bien              | Inés                    |              |
| 2018 | Noches de Julio             | Sofía                   |              |
| 2018 | Eres mi pasión              | Elsa                    |              |
| 2017 | Cuernavaca                  | Tía Meche               |              |
| 2016 | La dama de rojo             |                         | Cortometrjae |
| 2016 | Siempre contigo             |                         | Cortometrjae |
| 2016 | Sr. Pig                     | Esposa de Payo          |              |
| 2015 | Ella es Ramona              | Rosa                    |              |
| 2014 | Volando Bajo                | Debbie Parker           |              |
| 2014 | La dictadura perfecta       | Secretaria de dirección |              |
| 2014 | Obediencia perfecta         | Madre de Sacramento     |              |
| 2014 | El crimen del Cácaro Gumaro | Orquídea                |              |
| 2013 | Espectro                    |                         |              |
| 2012 | Canela                      | Regina                  |              |
| 2008 | El sueño de Isi             | Amante                  | Cortometrjae |

| Año  | Título                        | Rol                 | Notas                          |
| ---- | ----------------------------- | ------------------- | ------------------------------ |
| 2025 | La Liberación                 | Sol Stein           | También productora; 1 episodio |
| 2024 | Familia de medianoche         | Andrea              | 1 episodio                     |
| 2024 | Nadie nos va a extrañar       | Alicia              | 8 episodios                    |
| 2024 | Sierra Madre: Prohibido Pasar | Sofía Santos        |                                |
| 2021 | Narcos: México                | Marisol             | 2 episodios                    |
| 2019 | Diablo Guardián               | Marina              | 7 episodios                    |
| 2018 | El recluso                    | Blanca              | 13 episodios                   |
| 2017 | El César                      | Ivana Garza         | 8 episodios                    |
| 2013 | Alguien Más                   | Jazmín              | 5 episodios                    |
| 2011 | El sexo débil                 | Lucía Beltrán       | 114 episodios                  |
| 2010 | Soy tu fan                    | Fernanda de la Peza | 26 episodios                   |
| 2010 | Los Minondo                   | Maggie              | 1 episodio                     |
| 2010 | Las Aparicio                  | Viviana             | 1 episodio                     |
| 2005 | Corazón partido               | Reina               | 1 episodio                     |